# Skiwasser

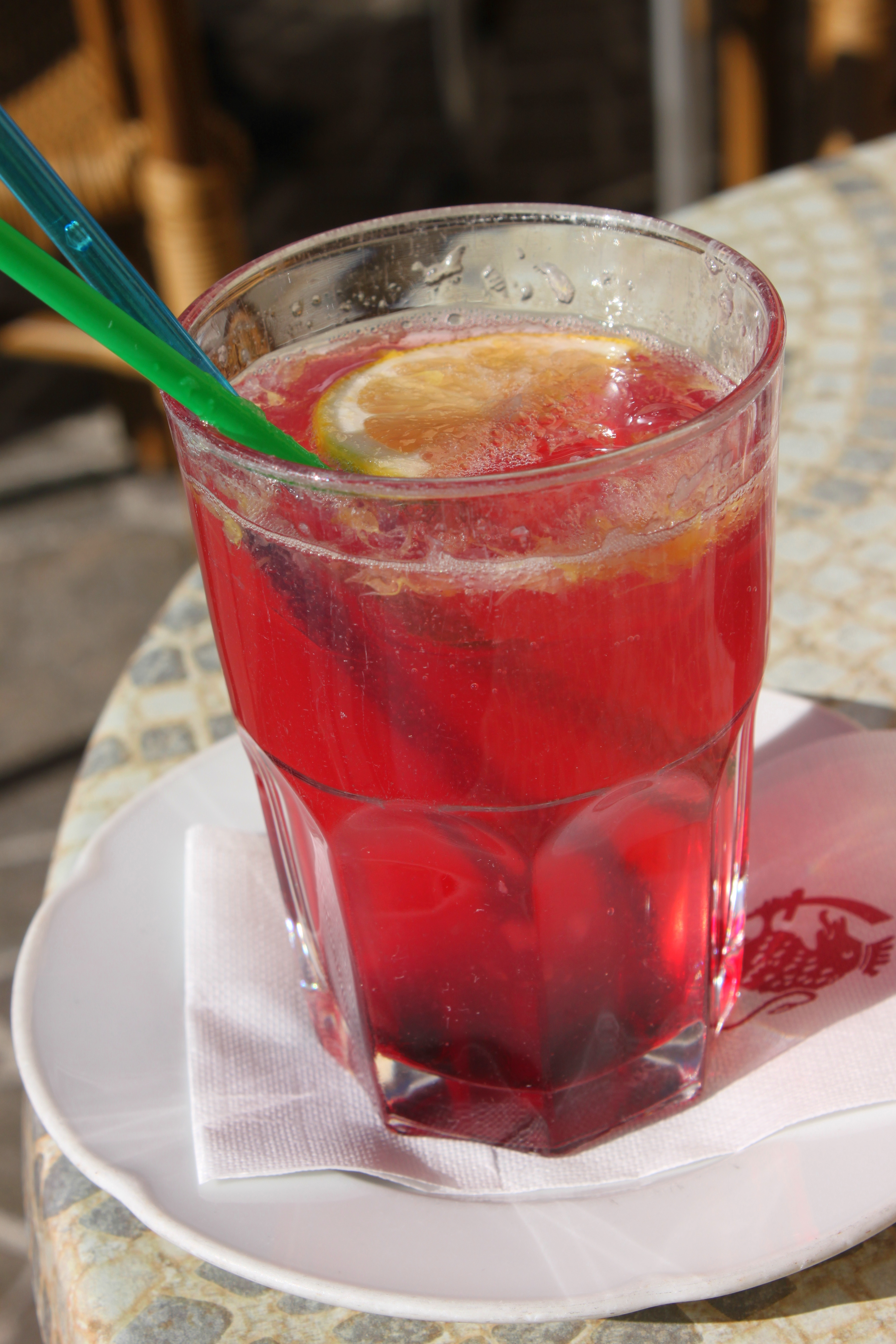
Skiwasser met een schijfje citroen

Skiwasser of schiwasser is een alcoholvrije frisdrank, in zijn simpelste en originele vorm op basis van frambozensiroop, citroensap en water. Het vindt zijn oorsprong in de wintersportresorts uit het Oostenrijkse Tirol, als onderdeel van het drankaanbod van skihutten. Het heeft meestal een typische rood-roze kleur. Siroopmixen zijn ook commercieel verkrijgbaar, welke dan alleen nog maar hoeven te worden aangemaakt met water. Af en toe worden ook varianten met vers fruit geserveerd, en soms ook als cocktail met alcohol.